# منتخب كرواتيا تحت 18 سنة لهوكي الجليد للرجال
منتخب كرواتيا تحت 18 سنة لهوكي الجليد للرجال هو ممثل كرواتيا الرسمي في المنافسات الدولية في هوكي الجليد تحت 18 سنة.